# Castanoclobos
Castanoclobos là một chi rêu trong họ Pseudolepicoleaceae.